# Стин, Джордан
Джордан Дэвид Стин (англ. Jordan David Steen; род. 26 июня 1991, Уинсор, Онтарио) — канадский борец вольного стиля, призёр Панамериканских чемпионатов, участник Олимпийских игр.

## Карьера
В августе 2013 года представляя Канаду он неудачно выступил на Универсиаде в Казани. В мае 2017 года он выиграл бронзовую медаль в весовой категории до 86 кг на Панамериканском чемпионате в бразильском городе Лауру-ди-Фрейтас.
В апреле 2018 году он завоевал бронзовую медалей в весовой категории до 97 кг на Играх Содружества, проходивших в Австралийском Голд-Косте. Через месяц в мае 2018 года он во второй раз завоевал бронзовую медаль в весовой категории до 97 кг на Панамериканском чемпионате, проходившем в Лиме.
В августе 2019 года он неудачно выступил на Панамериканских играх в весовой категории до 97 кг, которые также проходили в Лиме, где он проиграл свой первый матч против Хосе Даниэля Диаса из Венесуэлы, он также проиграл схватку за бронзу Луиса Мигеля Переса из Доминиканской Республики.
В марте 2020 года выйдя в финал квалификационного панамериканского отборочного турнира, который проходил в Оттаве, он получил право представлять Канаду на летних Олимпийских играх 2020 года в Токио. В августе 2021 года на Олимпиаде в схватке на стадии 1/8 финала уступил американцу Кайлу Снайдеру (2:12), так как Снайдер вышла в финал Стин продолжил борьбу за бронзовую медаль, однако в утешительной схватке снова уступил Абрааму Коньедо, который представляет Италию (2:4) и занял итоговое 10 место.

## Достижения
- Франкофонские игры 2013 — ;
- Чемпионат Содружества по борьбе 2013 — ;
- Чемпионат Содружества по борьбе 2016 — ;
- Франкофонские игры 2017 — ;
- Панамериканский чемпионат по борьбе 2017 — ;
- Игры Содружества 2018 — ;
- Панамериканский чемпионат по борьбе 2018 — ;
- Олимпийские игры 2020 — 10;